# Automolus
Az Automolus a madarak (Aves) osztályának verébalakúak (Passeriformes) rendjébe és a fazekasmadár-félék (Furnariidae) családjába tartozó nem.

## Rendszerezés
A nemet Heinrich Gottlieb Ludwig Reichenbach német botanikus és ornitológus írta le 1853-ban, jelenleg az alábbi fajok tartoznak ide:
- Automolus rufipileatus
- Automolus melanopezus
- Automolus subulatus[2] vagy Hyloctistes subulatus[3]
- sárgatorkú fürkészmadár (Automolus ochrolaemus)
- Automolus infuscatus
- Automolus paraensis
- Automolus leucophthalmus
- Automolus lammi[1] vagy Automolus leucophthalmus lammi[2]
- Automolus roraimae[2] vagy Syndactyla roraimae[1]

## Előfordulásuk
Mexikóban, valamint Közép-Amerika és Dél-Amerika területén honosak. Természetes élőhelyeik a szubtrópusi vagy trópusi síkvidéki esőerdők és mocsári erdők. Állandó, nem vonuló fajok.

## Megjelenésük
Testhosszuk 18-20 centiméter közötti.

## Életmódjuk
Az ismertebb fajok, főleg ízeltlábúakkal táplálkoznak.